# Мангальсала
Мангальсала (латыш. Mangaļsala) — микрорайон Риги, расположенный в Северном районе у окраины города. Граничит с Вецмилгрависом, Вецаки и Вецдаугавой.

Мангальсала является портовым районом и находится на правой берегу реки Даугавы, в месте впадения в Рижский залив.

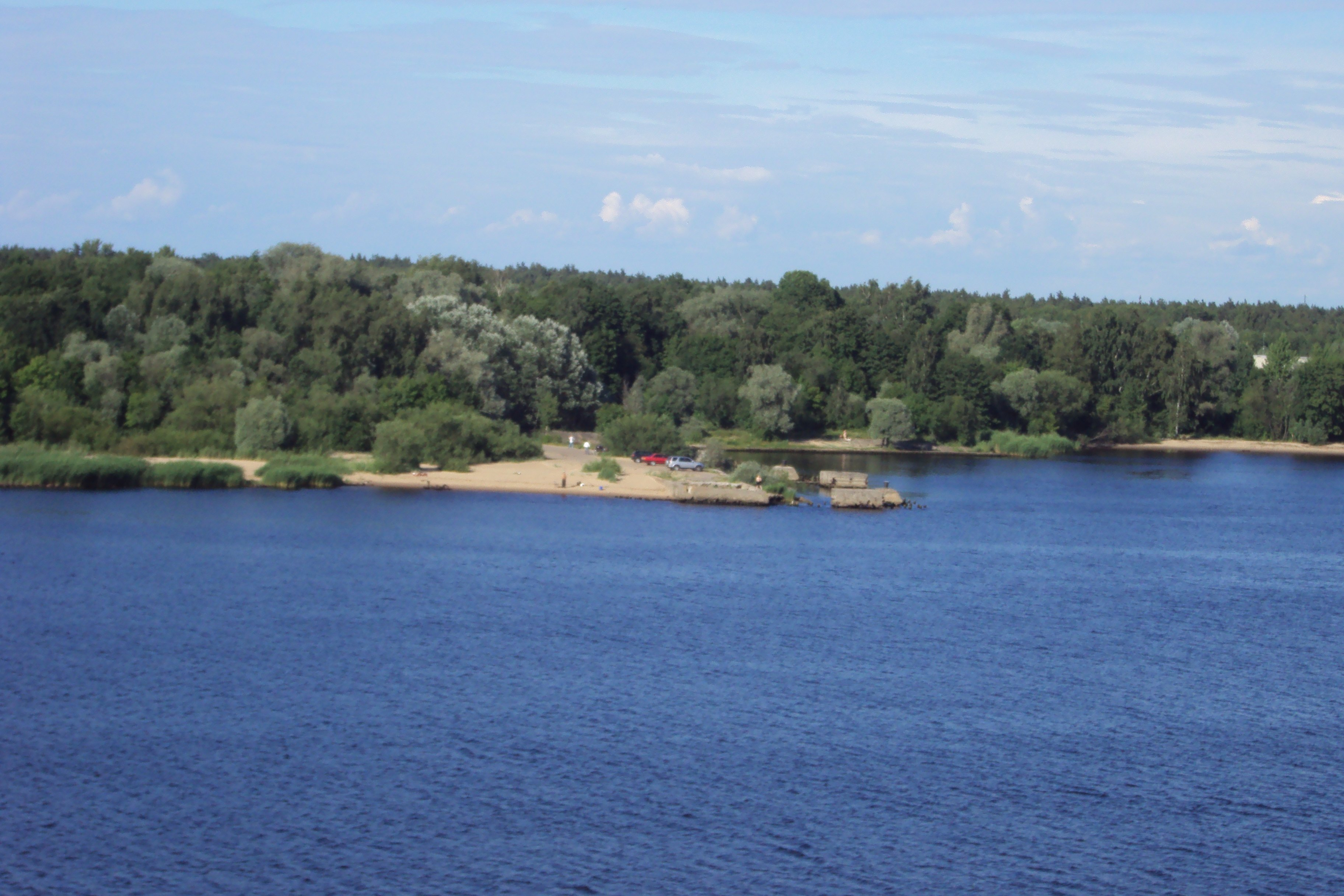
мангальсала

## Транспорт
Из центра города в Мангальсалу можно добраться автобусом № 24 «Улица Абренес — Мангальсала»

## Пирс
Мангальсала — это самая первая часть города, мимо которой проходят все корабли, идущие по Даугаве из Рижского залива. Именно из Мангальсалы в море уходит дамба или Восточный пирс, построенный в 1850—1861 годах.
На дамбе сохранилась памятный камень в честь визита Александра II и наследника престола Николая Александровича в 1856 и 1860 годах. В 90-е годы XX века каменная плита была испорчена и во время последнего ремонта пирса замурована в пирс.
В лесах Мангальсалы находится также части береговых батарей и фортов, которые находятся под защитой государства.

## История
Примерно к 1640 году, благодаря заилению и заносу морскими песками, Вецдаугава от моря отделилась песчаной перемычкой. Таким образом, остров превратился в полуостров Мангалю.
В 1810—1840 годах сток Даугавы был временно восстановлен через рукав Вецдаугавы. Для рельефа полуострова характерен волнистый рельеф с невысокими дюнами и сосновый лес.
Так как для портового города опасность всегда приходила с моря — береговая оборона Риги строилась веками. Это Даугавгривская крепость, Рижская цитадель, форты Болдераи и батареи Мангальсалы. Всё это строили немецкие, шведские и русские фортификаторы, что бы защитить торговый город Ригу от нападения с моря.
Условно, этапы создания береговой обороны Риги можно разделить на пять периодов:
1-й период — Средние века от 1200 до 1710 годов, это период, когда шведские колонисты строили Даугавгривскую крепость и Рижскую цитадель.
2-й период — с 1710 по 1912 год, вхождение в состав России, когда были построены форты Болдераи и Мангальсалы.
3-й период — подготовка и ведение первой мировой войны в 1914—1917 годах, строительство батарей в Болдерае и Мангальсале.
4-й период — времена буржуазной Латвии до 1940 года.
5-й период — период Латвии в составе СССР.
Около 1808 года были построены два артиллерийских форта в устье Даугавы. Форт Кометский на левом берегу и Магнусгольская батарея на правом берегу. Когда английский флот в 1855 году сделал попытку прорваться в устье Даугавы огнём этих батарей противник был отогнан.
В 1912 году было начато строительство сразу нескольких береговых батарей в Болдерае и на Мангальсале. Разные источники указывают, что было построено 6 батарей орудий Кане калибром 6 дюймов (152 мм), три батареи орудий Викерс калибром 5,5 дюйма (138 мм), две батареи десятидюймовых орудий (254 мм). Каждая батареяч была двухорудийного состава.
Особенностью подготовки береговой обороны Риги в первой мировой войне является то, что этой работой занималось сухопутное Военное Ведомство, в отличие от эстонских батарей, которое строило Морское Ведомство в рамках программы оборудования минно-артиллерийский позиций Балтийского флота. Этим так же объясняется отсутствие какой-либо информации о рижских батареях. Архив флота находится в Санкт-Петербурге, архив Военного Ведомства в Москве.